# Dani Ramírez
Dani Ramírez, né le 18 juin 1992 à Leganés en Espagne, est un footballeur espagnol qui joue au poste de milieu offensif au ŁKS Łódź.

## Biographie

### En club
Né à Leganés en Espagne, Dani Ramírez est notamment formé par le ADCR Lemans Deportivo et le CD Leganés avant de poursuivre sa formation au Real Madrid. Trois ans plus tard, il fait ses débuts avec l'équipe C, en Tercera División. Le 1er juillet 2014, il signe avec la réserve du Valencia CF. Le 2 novembre, il inscrit son premier but avec le club lors d'une victoire deux buts à un contre Hércules CF.
En janvier 2016, l'espagnol rejoint l'équipe réserve du Getafe CF. Le 13 octobre, il rejoint l'Internacional de Madrid en Tercera División.
Le 25 août 2017, Ramírez part à l'étranger pour la première fois de sa carrière et rejoint le club polonais de deuxième division, le Stomil Olsztyn pour un contrat d'un an.Le 25 juin 2018, il rejoint le club de deuxième division, le ŁKS Łódź pour un contrat de deux ans.
Le 6 février 2020, il s'engage pour trois ans et demi avec le Lech Poznań, club d'Ekstraklasa. Initialement une pièce maîtresse de l'attaque du Lech, il est relégué sur le banc de touche après la nomination de l'entraîneur Maciej Skorża en avril 2021. Deux mois après avoir remporté le titre de champion de Pologne, le 28 juillet 2022, Ramírez résilie son contrat avec le Lech par consentement mutuel.
Le 1er août 2022, Ramírez signe un contrat avec Zulte Waregem en Belgique pour deux ans avec une option de prolongation. Il joue son premier match le 14 août 2022, lors d'une rencontre de championnat face au KRC Genk. Il entre en jeu à la place d'Alessandro Ciranni ce jour-là, et son équipe s'incline sur le score d'un but à quatre. Le 17 septembre 2022, lors de la neuvième journée de championnat, il écope d'un carton rouge pour s’être essuyé les crampons sur son adversaire. À dix contre onze, son club s'inclinera lourdement, zéro but à trois, face au Saint-Trond VV.

## Palmarès
Lech Poznań
- Championnat de Pologne
  - Champion : 2022